# Červený Kostelec
Červený Kostelec (deutsch Rothkosteletz) ist eine Stadt in Tschechien. Sie liegt acht Kilometer nordwestlich von Náchod und gehört zum Okres Náchod.

## Geographie

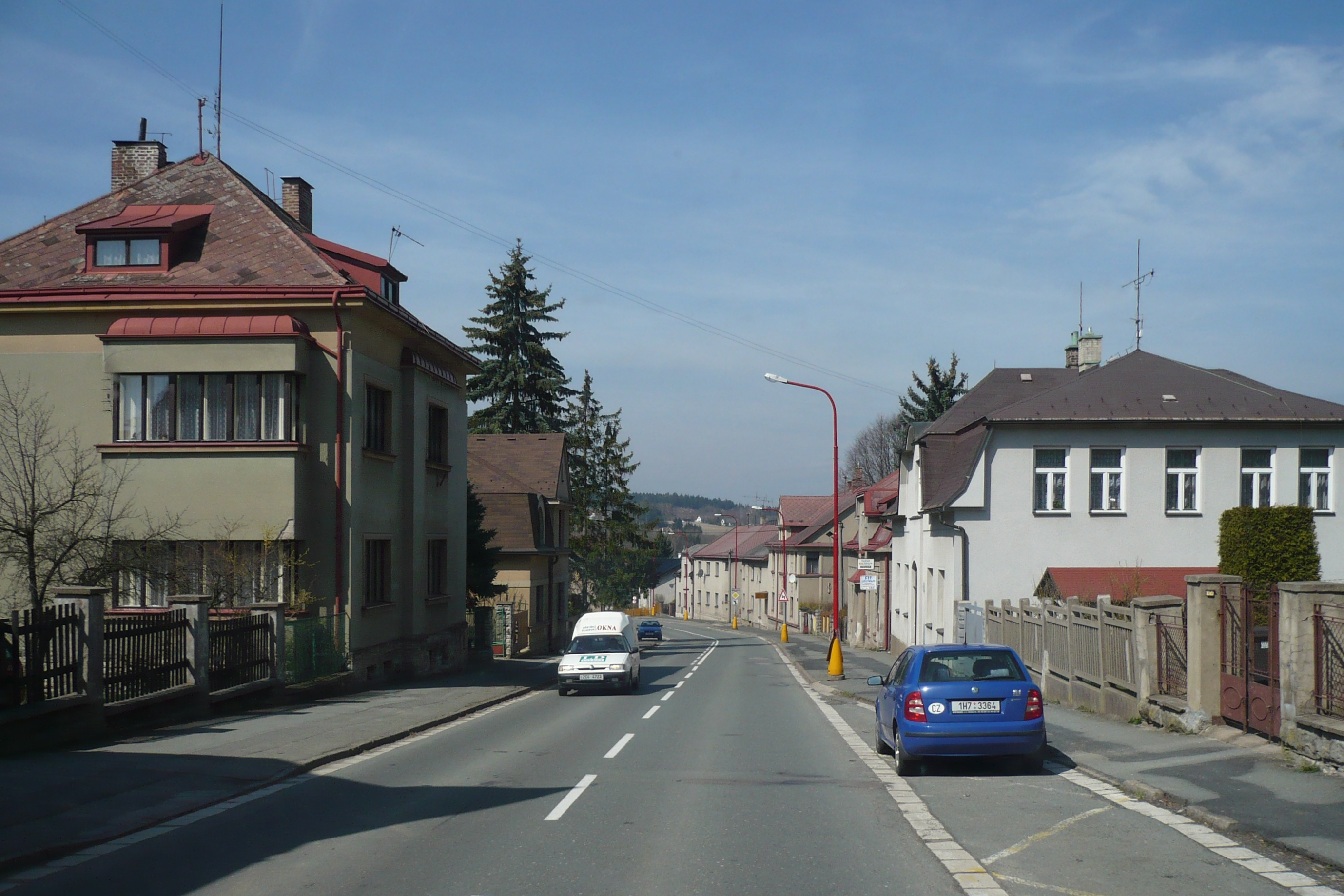
Straßenszene

Die Stadt befindet sich am Flüsschen Olešnice. Westlich liegt das Tal der Aupa mit der Ruine der Burg Vízmburk, unterhalb der der Fluss das Tal Babiččino údolí durchfließt. Im Südosten von Červený Kostelec liegen die Teiche Špinka und Brodský rybník, beide mit einem Campingplatz. Durch die Stadt führt die Staatsstraße 14 von Náchod nach Trutnov.
Nachbarorte sind Rtyně und Lhota za Červeným Kostelcem im Norden, Bohdašín und Horní Kostelec im Nordosten, Kostelecké Končiny und Horní Radechová im Osten, Končiny und Zábrodí im Südosten, Olešnice im Süden, Stolín im Südwesten sowie Havlovice im Nordwesten.

## Geschichte

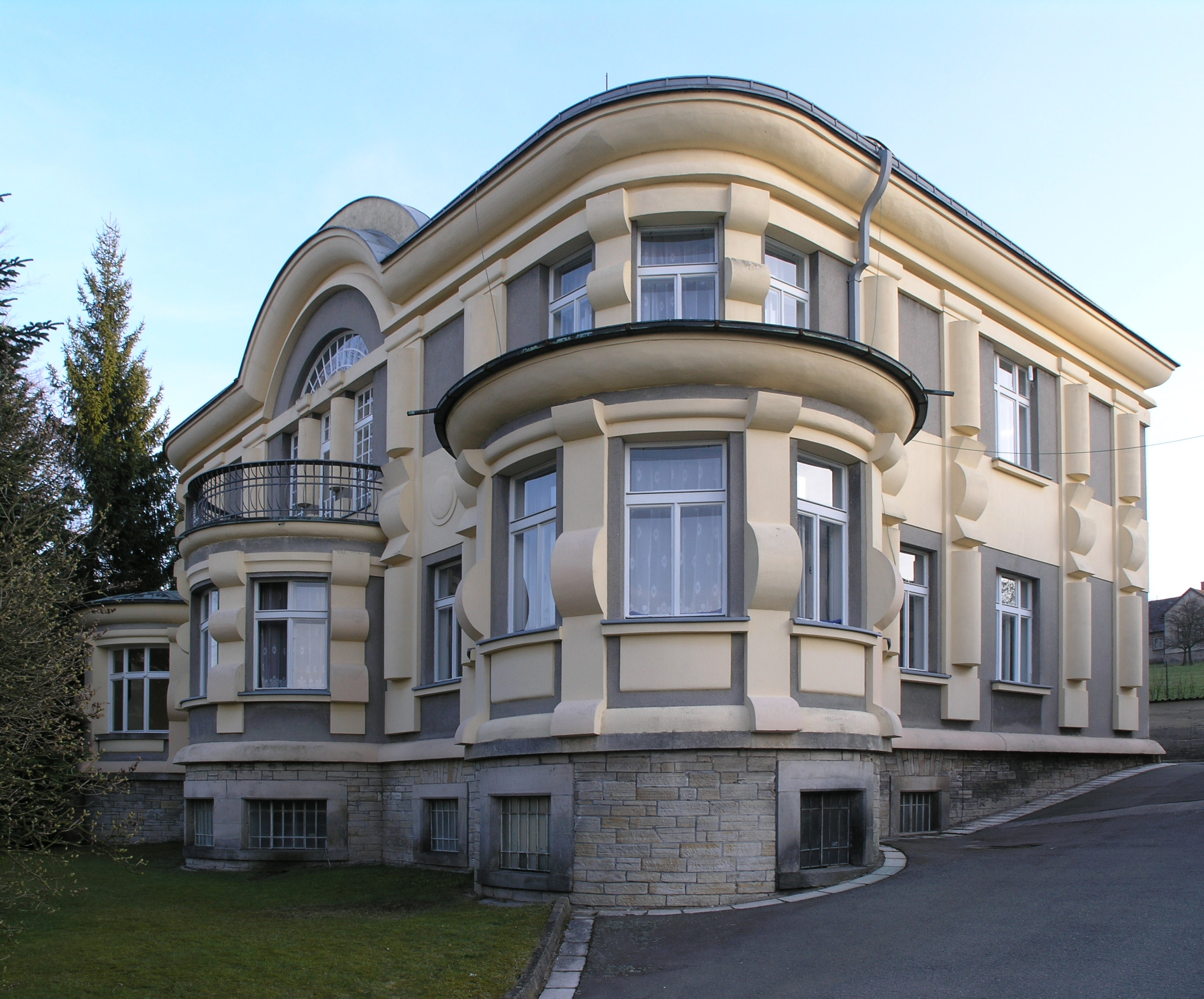
Základní umělecká škola

Das Dorf Kostelec wurde erstmals am 22. August 1362 urkundlich erwähnt. Es gehörte zur Herrschaft Rothenburg und später zur Herrschaft Wiesenburg. Nach der Schleifung der Wiesenburg durch die schlesischen Städte im Jahre 1447 wurde der Markt Kostelec der Herrschaft Nachod zugeschlagen.
Nachdem die Trčka von Lípa 1634 enteignet wurden, gelangte die Herrschaft Nachod an Ottavio Piccolomini. Er veranlasste 1668 den Wiederaufbau der 1591 abgebrannten Kostelecer Kirche. In den Jahren 1744–1754 wurde die Kirche durch einen abgeänderten Barockbau nach Plänen von Kilian Ignaz Dientzenhofer ersetzt. Im 18. Jahrhundert entwickelte sich der Ort zu einem Zentrum der Leineweberei. Am 11. August 1831 wurden große Teile des Ortes durch einen Brand zerstört. Wegen des Anstriches der Kirche bürgerte sich der Name Červený Kostelec (Rothkosteletz) ein. 1841 gründete Leopold Abeles die Mechanische Baumwollspinnerei.
Nach der Ablösung der Patrimonialherrschaften gehörte Rothkosteletz ab der Mitte des 19. Jahrhunderts zur Bezirkshauptmannschaft Neustadt an der Mettau. Mit dem Bau der Eisenbahn von Josefstadt nach Liebau durch die Österreichische Nordwestbahn erhielt Rothkosteletz 1859 einen Eisenbahnanschluss. 1860 entstand die Färberei Just. Vorteilhaft war auch die Nähe zum ostböhmischen Steinkohlenrevier. Am 11. August 1867 wurde der Markt Kosteletz zur Stadt erhoben und im selben Jahre durfte der Namenszusatz „Roth“ bzw. „Červený“ zum Stadtnamen geführt werden. 1880 hatte die Stadt 2405 Einwohner. Seit 1881 lautete der offizielle Name der Stadt „Rothkosteletz“ bzw. tschechisch „Červený Kostelec“. 1889 bestanden in Rothkosteletz 40 Textilunternehmen mit 312 Beschäftigten, hinzu kamen noch 84 Textilhändler. Bis 1910 wuchs die Einwohnerzahl auf 4422 an und die Anzahl der Häuser verdoppelte sich fast gegenüber 1880.
Während des Zweiten Weltkrieges gehörte Rothkosteletz von 1939 bis 1945 zum Protektorat Böhmen und Mähren. In der Stadt agierte die Sokol-Abwehr-Gruppe S21 und in Bohdašín und Končiny befand sich ein Unterschlupf des aus dem Londoner Exil im Rahmen der Operation Silver A eingeflogenen und zuvor von Ležáky aus agierenden Jiří Potůček (Deckname: Tolar). Nachdem die Gruppe den deutschen Besatzern in die Hände gefallen war, wurden die Beteiligten hingerichtet.
1948 erfolgte die Verstaatlichung der enteigneten Textilbetriebe. Während der kommunistischen Herrschaft verlor die Textilherstellung, die Červený Kostelec einst Arbeit und Brot gebracht hatte, ihre Bedeutung und der Maschinenbau wurde zum größten Industriezweig der Stadt. 1950 erfolgte die Eingemeindung von Lhota, Horní Kostelec, Stolín und Mstětin. 1960 kamen noch Bohdašín und Olešnice hinzu.
Červený Kostelec gehört seit 1996 der Euroregion Glacensis an und ist das Zentrum der Mikroregion Úpa.

## Ortsgliederung
Die Stadt Červený Kostelec besteht aus folgenden Ortsteilen:
- Bohdašín nad Olešnicí (Bochdaschin)
- Červený Kostelec (Rothkosteletz)
- Horní Kostelec (Oberkosteletz)
- Lhota za Červeným Kostelcem (Lhota hinter Rothkosteletz)
- Mstětín (Mistietin)
- Olešnice u Červeného Kostelce (Woleschnitz)
- Stolín (Stolin).

## Städtepartnerschaften
- Küsnacht, Schweiz, seit 1992
- Warrington, Großbritannien, seit 1991
- Ząbkowice Śląskie, Polen, seit 1993
- Uchte, Deutschland[2], seit 2014

## Sehenswürdigkeiten

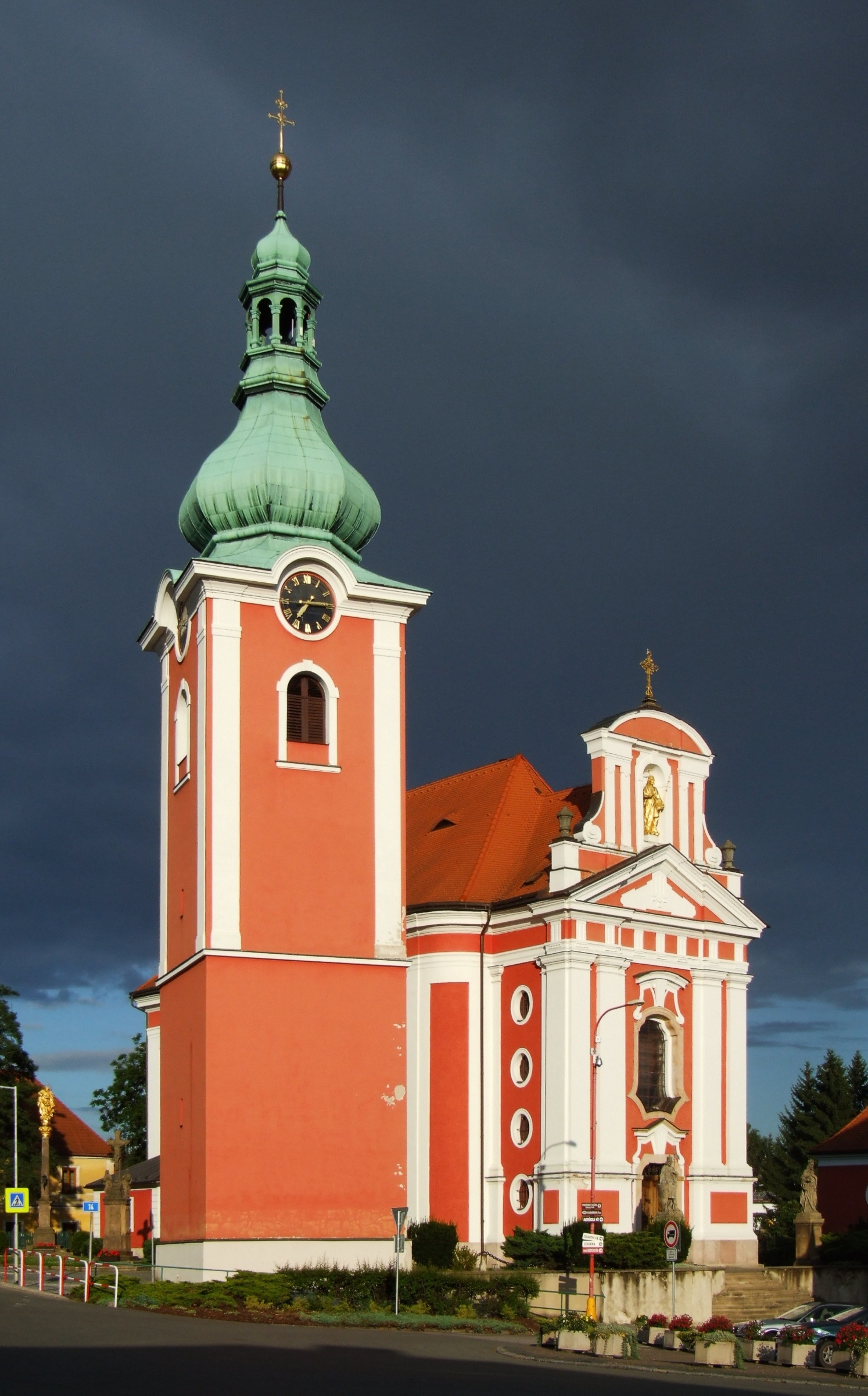
Pfarrkirche

- Pfarrkirche Jakobus des Älteren, am Marktplatz. Der zwischen 1744 und 1754 errichtete Barockbau wurde während der Schlesischen Kriege entgegen den ursprünglichen Plänen Dientzenhofers durch Franz Kermer mit einem deutlich verkleinerten Schiff und unter Wegfall eines Turmes errichtet.
- Rathaus
- Mariensäule auf dem Markt
- Kapelle des Hl. Kyrill und Method, auf dem Friedhof
- Viktorka-Grab, symbolisches Grab für die wahnsinnige Viktorka Židová, eine Figur aus dem Roman „Die Großmutter“ der Božena Němcová; es wurde 1868 auf dem alten Friedhof an der Laurentiuskirche angelegt.
- Božena-Němcová-Haus
- Theater, nach Josef Kajetán Tyl benannt
- Großmuttertal
- Burgruine Vízmburk, die 1279 erbaute Burg wurde 1447 durch den schlesischen Städtebund dem Ritter Georg von Dubá, der von der Burg aus Raubzüge in die schlesischen Städte unternahm, abgekauft und geschleift.

## Söhne und Töchter der Stadt
- Viktor Kalabis (1923–2006), Komponist
- Karl-Hermann Körner (1941–1992), deutscher Romanist